# Giulio Abondante
Giulio Abondante, anche Giulio (Iulio) Abundante, (... – ????) è stato un liutista e compositore italiano.
È noto soprattutto per la pubblicazione di due libri di intavolature di liuti con gli editori Gardano e Scotto a Venezia nel 1536 e nel 1548.

## Opere
- Intabolatura ... sopra el lauto de ogni sorte de balli ... libro primo (1536)
- Intabolatura di lautto libro secondo. Madrigali a cinque & a quattro. Canzoni francese a cinque & a quattro. Motteti a cinque & a quattro. Ricercari di fantasia. Napolitane a quattro (1548)
- Il quinto libro de Tabolatura da Liuto de M. Giulio Abundante, detto dal Pestrino, Nella qual si contiene Fantasie diverse. Pass'e mezi & Padoane, Novamente Composte & date in luce (1587). Su quest'ultima opera, comunque, ci sono dei dubbi: pubblicato nel 1587, sempre a Venezia con l'editore Gardano, il libro potrebbe essere stato scritto da una persona diversa. Secondo Robert Eitner, considerando anche i quasi quattro decenni passati dalle prime due pubblicazioni e la forma diversa dell'appellativo dato all'autore  ("dal Pestrino"), non si tratta della stessa persona.[1]